# 노르망디

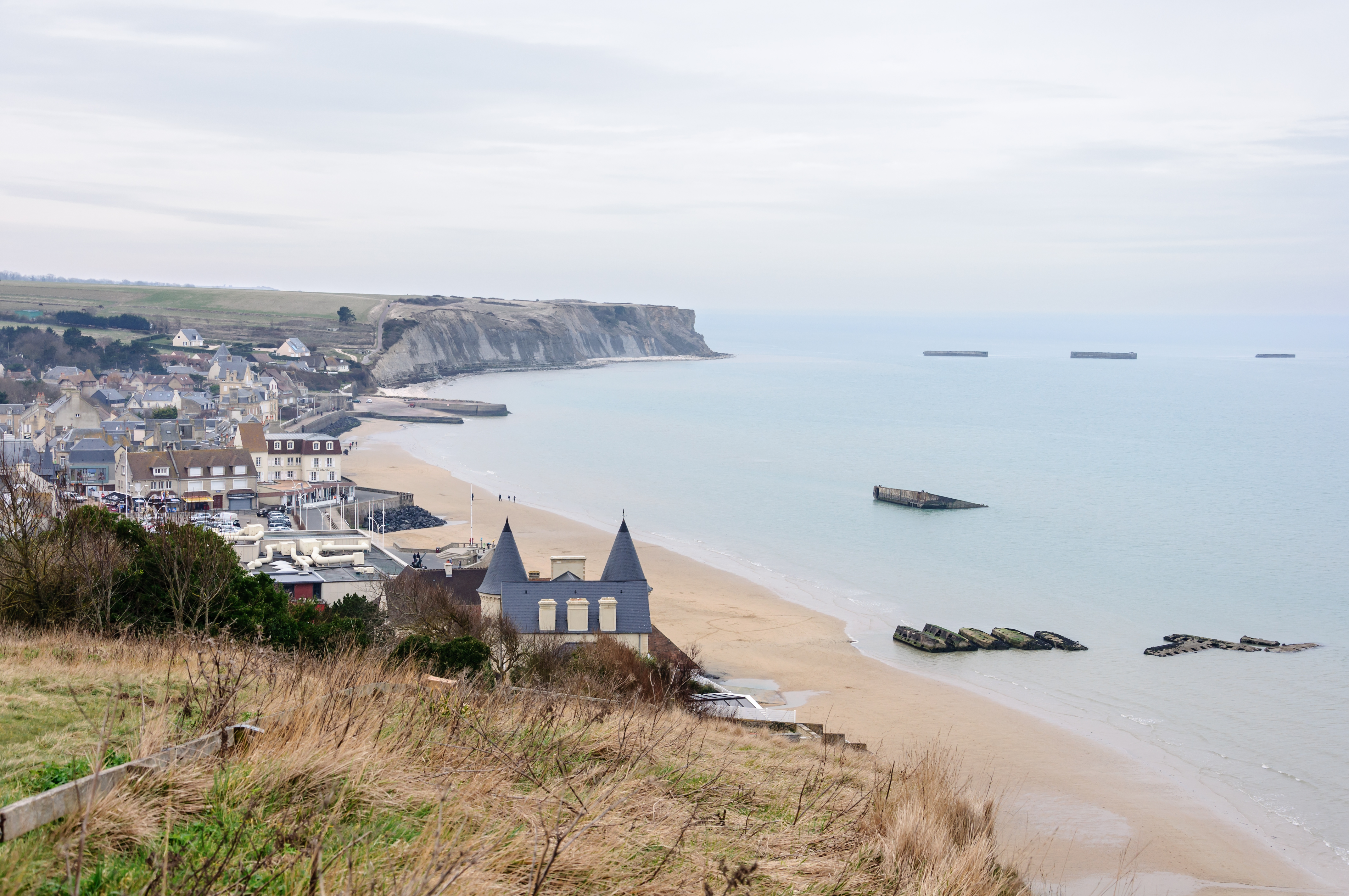
노르망디

노르망디(프랑스어: Normandie, 노르망디어: Normaundie)는 프랑스의 북서부에 자리잡은 프로뱅스로 바스노르망디와 오트노르망디로 나뉜다. 채널 제도는 문화적, 역사적으로 노르망디의 일부였다 .

## 인구
노르망디에는 인구밀도는 평균 평방킬로미터당 107명으로 프랑스 전체 평균을 약간 웃도는 수준이나 오트노르망디는 145명으로 높아진다. 주요 도시는 오트노르망디의 수도이자 옛 노르망디 프로뱅스의 수도인 루앙(인구 385,000), 르아브르(247,000), 바스노르망디의 수도 캉(200,000), 셰르부르옥트빌(89,000) 등이다.

## 역사
노르망디는 중세 초기에 노르만족의 본거지였다. 노르만족은 원주민인 갈리아인과 바이킹 침입자들이 섞인 것으로, 롤로의 지도 아래 파리를 공격했다가 911년 프랑스의 샤를 3세로부터 생클레르쉬레프트 조약으로 현재의 노르망디가 되는 프랑스 북동부를 할양받았다. 롤로의 후예인 노르망디 공작 기욤(영어 정복자 윌리엄)은 1066년 잉글랜드를 공격하여 윌리엄 1세가 되었다. 노르망디는 1087년까지 잉글랜드와 한 나라로 다스려졌으며, 1346년-1360년과 1415년-1450년의 백년전쟁 때도 영국군 주둔지로 남아 있었다.
노르망디는 백년 전쟁 이후 경제적으로 풍요로운 지방에 속하게 되었으나 종교 전쟁 때 알랑송, 루앵, 캉, 쿠탕스, 바유 등의 노르만 도시들이 개신교에 가담하여 프로방스 전체가 전란에 휘말리게 되었다. 프랑스 혁명 기간 동안에 노르망디는 파리의 자코뱅에 대항하여 연방 공화국 설립을 주장했다.
제2차 세계 대전 중 1944년 6월 5일까지 나치독일군의 점령지였다
제2차 세계 대전의 격전지였다 미국군 영국군 캐나다군으로 구성된 연합군이 나치독일군을 상대로 노르망디 해안에서 골드, 유타, 오마하, 주노, 소드로 해안을 5구역으로 나누어 노르망디 상륙작전을 실행하였다.

### 채널 제도
채널 제도는 1204년의 노르망디 분할 이후에도 계속 잉글랜드 왕실에 충성하였으나 잉글랜드의 일부가 아니라 노르망디 공국의 일부로 되어있다. 잉글랜드의 국왕 (현재 엘리자베스 2세)는 노르망디 공의 작위를 유지하고 있으나, 노르망디 공이라는 작위는 잉글랜드 밖에서는 인정되지 않고 있는데 이는 1259년 파리 조약으로 인해 잉글랜드 왕실의 프랑스 영토에 대한 작위가 전부 포기되었기 때문이다. 또한 잉글랜드의 왕위 계승법에 따르면 여성이 '공'의 직위를 가질 수 없도록 규정하고 있기도 하다.

## 같이 보기
- 노르망디교
- 노르망디 상륙 작전